# 1809
1809 (MDCCCIX) fue un año común comenzado en domingo según el calendario gregoriano.

## Acontecimientos

### Enero
- 1 de enero: en Buenos Aires, Martín de Álzaga encabeza una asonada que intenta destituir al virrey Santiago de Liniers.
- 9 de enero: Arthur Wellesley concierta con España un tratado de amistad y de ayuda militar.
- 14 de enero: Es firmado el Tratado de Alianza entre España e Inglaterra.[1]
- 16 de enero: en La Coruña (Galicia) se libra la batalla de Elviña.
- 19 de enero: en Boston, Estados Unidos, nace Edgar Allan Poe, escritor.

### Febrero
- 20 de febrero: en España, la Junta de Zaragoza capitula ante los franceses tras varios meses de asedio y más de cincuenta mil muertos.[2]

### Marzo
- 4 de marzo: James Madison toma posesión como presidente de Estados Unidos.
- 9 de marzo: Juan Clarós está a punto de liberar Barcelona de las tropas napoleónicas, pero un temporal lo impide.
- 24 de marzo: Mariano José de Larra nace en Madrid.
- 28 de marzo: en Galicia (España) un alzamiento popular recupera Vigo de la ocupación de las tropas napoleónicas.

### Mayo
- 17 de mayo: Los Estados Pontificios son anexados al imperio napoleónico.[3]
- 25 de mayo: en la ciudad boliviana de Chuquisaca (hoy Sucre), los jóvenes Jaime de Zudáñez, Bernardo Monteagudo y otros, encabezan un movimiento independentista (conocido como el Primer Grito Libertario de América.

### Junio
- 7 de junio: comienza la Batalla de Puentesampayo entre franceses y españoles.
- 10 de junio: el papa Pío VII decreta la excomunión de Napoleón.[4]

### Julio
- 1 de julio: llega a Buenos Aires el virrey Baltasar Hidalgo de Cisneros, ocurriendo una breve reconciliación entre Argentina y Uruguay.[5]
- 5 de julio: primer día de la Batalla de Wagram, entre el ejército imperial francés de Napoleón y el Imperio austríaco.

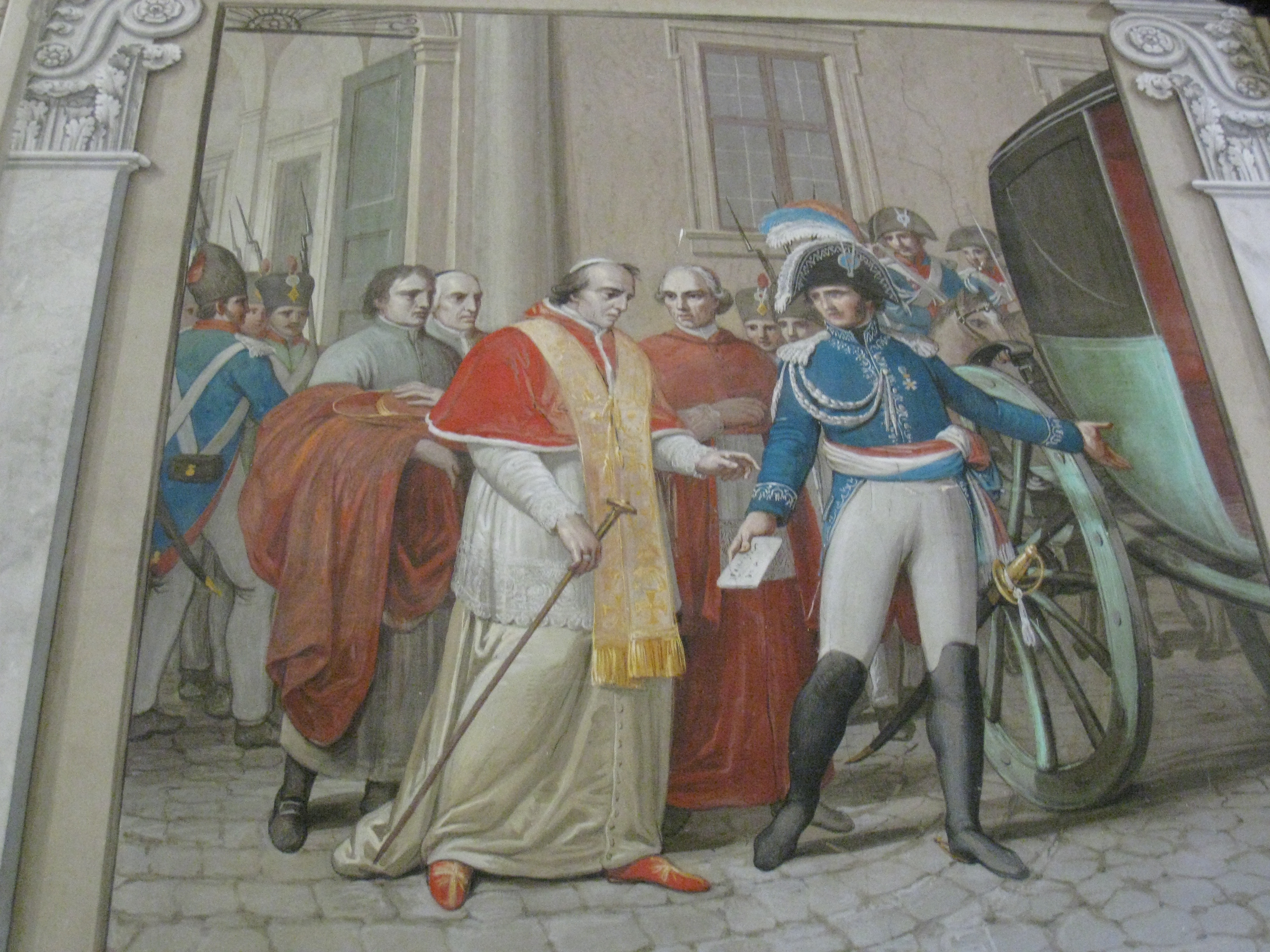
Arresto del papa Pío VII por tropas napoleónicas.

- 6 de julio: el papa Pío VII es tomado como prisionero de Napoleón y conducido a Savona.[5]
- 16 de julio: en la actual Bolivia, la revolución independentista de La Paz, bajo la dirección de Pedro Domingo Murillo, da lugar a la formación de la Junta Tuitiva, primer gobierno libre de América del Sur.
- 28 de julio: el ejército español ―en el marco de la Guerra de la Independencia española― combate contra el ejército invasor francés en la batalla de Talavera.

### Agosto
- 10 de agosto: en Quito (Ecuador) comienza un movimiento independentista contra el Imperio español.
- 11 de agosto: en Toledo (España) se libra la batalla de Almonacid.

### Septiembre
- 17 de septiembre: Suecia y el Imperio ruso firman el tratado de paz de Hamina: a partir de allí, Finlandia pasa a formar parte de Rusia.

### Noviembre
- 7 de noviembre: en Hostalrich, las tropas de Napoleón saquean las casas y prenden fuego al pueblo. El castillo de Hostalrich resiste el ataque.
- 11 de noviembre: en Huéscar, Granada, esta localidad le declara la guerra a Dinamarca.
- 19 de noviembre: en Toledo (España) se libra la batalla de Ocaña.

### Diciembre
- 10 de diciembre: Gerona capitula tras siete meses de asedio francés, a pesar del auxilio por parte de las tropas de Juan Clarós.

### Fechas desconocidas
- Paz de Lunéville.
- Austria se subleva contra Napoleón: Batalla de Wagram. Paz de Schönbrunn.
- Lamarck presenta su teoría de la evolución.

## Ciencia y tecnología
- Friedrich Schelling: Investigaciones filosóficas sobre la esencia de la libertad humana.
- Traill describe por primera vez el calderón de aleta larga (Globicephala melas).
- Lamarck presenta su teoría de la evolución.

## Nacimientos

### Enero
- 4 de enero: Louis Braille, profesor francés de ciegos, creador del sistema de escritura Braille (f. 1852).
- 12 de enero: Leopoldo O'Donnell, militar y político español (f. 1867).
- 15 de enero: Pierre-Joseph Proudhon, filósofo francés (f. 1865).
- 19 de enero: Edgar Allan Poe, escritor estadounidense (f. 1849).
- 20 de enero: Sebastián Iradier, compositor español (f. 1865).

### Febrero
- 3 de febrero: Felix Mendelssohn-Bartholdy, compositor alemán (f. 1847).
- 12 de febrero: Abraham Lincoln, político estadounidense y 16.º presidente desde 1861 hasta 1865 (f. 1865).
- 12 de febrero: Charles Darwin, naturalista británico (f. 1882).

### Marzo
- 15 de marzo: Joseph Jenkins Roberts, primer presidente liberiano (f. 1876).
- 18 de marzo: Plácido (Gabriel de la Concepción Valdés), poeta afrocubano (f. 1844).
- 24 de marzo: 
  - Vicente Antonio de Castro y Bermúdez, médico cubano (f. 1869).
  - Mariano José de Larra, escritor y periodista español (f. 1837).
  - Joseph Liouville, matemático francés (f. 1882).
- 31 de marzo: Edward FitzGerald, escritor, traductor e hispanista británico (f. 1883).

### Abril
- 1 de abril: Gógol (Nikolái Vasílievich Gógol), escritor ucraniano en idioma ruso (f. 1852).
- 15 de abril: Hermann Grassmann, lingüista y matemático alemán (f. 1877).

### Mayo
- 6 de mayo: Juan Donoso Cortés, filósofo, político y diplomático español (f. 1853).

### Junio
- 19 de junio: Richard Monckton Milnes, político, poeta y mecenas literario británico (f. 1885).

### Julio
- 20 de julio: Fernando Calderón y Beltrán, poeta, dramaturgo, abogado y político mexicano (f. 1845)

### Agosto
- 6 de agosto: Alfred Tennyson, poeta británico (f. 1892).
- 27 de agosto: Hannibal Hamlin, vicepresidente estadounidense (f. 1891).

### Septiembre
- 4 de septiembre: Manuel Montt Torres, político chileno, presidente entre 1851 y 1861 (f. 1880).
- 24 de septiembre: Francisco de Frías y Jacott, reformador agrario, periodista y científico cubano (f. 1877).

### Octubre
- 22 de octubre: Federico Ricci, compositor italiano (f. 1877).

### Noviembre
- 9 de noviembre: Thomas Wright, Paleontólogo escocés (f. 1884).
- 18 de noviembre: Manuel Blanco Romasanta, psicópata criminal español (f. 1863).

### Diciembre
- 9 de diciembre: Ambrosio López Pinzón, artesano y político colombiano (f. 1897).
- 29 de diciembre: William Gladstone, estadista y primer ministro británico (f. 1898).

### Fechas desconocidas
- Alberto Lutowski, ingeniero, militar y político polaco (f. 1871)

## Fallecimientos

### Enero
- 16 de enero: John Moore, militar británico (n. 1761).

### Marzo
- 7 de marzo: Jean Pierre Blanchard, inventor francés (n. 1753).

### Abril
- 23 de abril: Teodoro Reding, militar español (n. 1755).

### Mayo
- 9 de mayo: Melchor de Talamantes, precursor de la independencia de México (n. 1765).[3]
- 31 de mayo: Joseph Haydn, compositor austriaco (n. 1732).
- 31 de mayo: Jean Lannes, mariscal francés (n. 1769).

### Julio
- 8 de julio: Thomas Paine, pensador, revolucionario, ilustrado y liberal británico (n. 1737).

### Agosto
- 8 de agosto: Ueda Akinari, escritor japonés (n. 1734).
- 24 de agosto: Lorenzo Hervás y Panduro, enciclopedista español (n. 1735).

### Octubre
- 8 de octubre: James Elphinston, educador, fonólogo y lingüista escocés (n. 1721).

### Noviembre
- 9 de noviembre: Sinibaldo de Mas, padre del iberismo y primer embajador de España en Portugal (n.1809)
- 27 de noviembre: Nicolas-Marie d'Alayrac, compositor francés (n. 1753).